# Catasetum pohlianum
Catasetum pohlianum är en orkidéart som beskrevs av P.Castro och Marcos Antonio Campacci. Catasetum pohlianum ingår i släktet Catasetum och familjen orkidéer. Inga underarter finns listade i Catalogue of Life.